# Wake Up World Tour
Wake Up World Tour foi a primeira turnê mundial da banda britânica de pop rock The Vamps e a quinta como ato principal. Teve como base o segundo álbum de estúdio da banda, Wake Up.
O anúncio da turnê foi dado no dia 15 de setembro de 2015, através das redes sociais e do site oficial da banda, junto com o anúncio do segundo álbum da banda Wake Up, o primeiro single do álbum de mesmo nome e uma turnê promocional pela Europa. Inicialmente, a turnê teria uma data em Jakarta, Indonésia mas o show foi cancelado. A equipe da banda havia prometido mais datas na Europa e América do Norte, que seriam acrescentadas depois, mas isso não aconteceu. O primeiro show aconteceu no dia 23 de janeiro de 2016, em Sydney, Austrália.

## Setlist
1. Rest Your Love
2. Cheater
3. Somebody To You
4. Uptown Funk/Seven Nation Army/Shake It Off/We Can't Stop
5. Last Night
6. I Found A Girl (versão solo)
7. Wild Heart
8. Million Words
9. Volcano
10. Can We Dance
11. Oh Cecilia (Breaking My Heart)
12. Wake Up

1. Rest Your Love
2. Cheater
3. Somebody To You
4. Kung Fu Fighting
5. Sorry/Stressed Out/Perfect/Can't Feel My Face/Stitches/Lean On (Medley)
6. Wild Heart
7. Windmills
8. Stay
9. I Found A Girl (versão single) (com Conor Maynard)
10. Volcano
11. Oh Cecilia (Breaking My Heart) (com New Hope Club)
12. Written Off / Risk It All (Medley)
13. Solo de bateria
14. Last Night
15. Can We Dance
16. Stolen Moments
17. Wake Up

1. Rest Your Love
2. Cheater
3. Somebody To You
4. Kung Fu Fighting
5. Sorry/Streassed Out/Perfect/Can't Feel My Face/Stitches/Lean On (Medley)
6. Wild Heart
7. Shout About It
8. I Found A Girl (versão solo)
9. Volcano
10. Oh Cecilia (Breaking My Heart)
11. Written Off/Risk It All
12. Solo de bateria
13. Last Night
14. Can We Dance
15. Stolen Moments
16. Wake Up

- No show em Sydney, Austrália não foi cantada a canção "Million Words".[5]

- Em Manila, Filipinas foi acrescentada a canção "Risk It All" antes de "Oh Cecilia (Breaking My Heart)".[6]A banda Before You Exit também participou da apresentação de "Wild Heart".

- Nos shows na Irlanda, Bélgica, França e Holanda, Conor Maynard foi substituído por Austin Corini, vocalista da The Tide, em "I Found A Girl", já que o mesmo só abriu os shows do Reino Unido. Austin também substituiu a New Hope Club na Bélgica, em "Oh Cecilia (Breaking My Heart)".

- No último show da turnê no Reino Unido, em Manchester, houve várias surpresas e pegadinhas durante o show. Elas incluíam: The Vamps dançando fantasiados durante a apresentação de "Click My Fingers", da The Tide, ainda na abertura; As mães e irmãs dos integrantes dublando e dançando durante "Somebody To You"; "Policiais" brigando durante "Kung Fu Fighting"; Uma dupla de homens fingindo ser Twenty One Pilots durante "Stressed Out"; Microfones abaixados durante a apresentação de "Oh Cecilia (Breaking My Heart)" com New Hope Club; "Rave" com todos os que estavam nos bastidores invadindo o palco durante o solo de bateria e, por fim, o técnico de guitarra de Brad Simpson vestido de mulher e tentando distrair o mesmo durante "Stolen Moments".[7]
- Nos shows em Santiago e Lima, "Shout About It" foi substituída por "Stay".
- No show em Santiago, houve uma queda de energia durante "Volcano" e Brad Simpson decidiu cantar "Shout About It" enquanto resolviam o problema.
- Nos festivais que compuseram a segunda parte europeia, "Kung Fu Fighting", "Shout About It" e o medley de "Written Off/Risk It All" foram retirados da setlist.

## Atos de Abertura
- The Tide (todas as datas anunciadas)
- Conor Maynard (Reino Unido)
- HomeTown (Reino Unido e Irlanda)
- New Hope Club (Europa, com exceção da Bélgica)
- Before You Exit (Filipinas)
- Tyde Levi (Austrália)
- At Sunset (Austrália)
- Little Sea (Austrália)

## Datas
| Data                    | Cidade       | País                   | Local                                       | Público               | Receita    |
| Oceania                 | Oceania      | Oceania                | Oceania                                     | Oceania               | Oceania    |
| ----------------------- | ------------ | ---------------------- | ------------------------------------------- | --------------------- | ---------- |
| 23 de janeiro de 2016   | Sydney       | Austrália              | All Phones Arena                            | 4,656 / 5,831         | $110,802   |
| Ásia                    |              |                        |                                             |                       |            |
| 26 de janeiro de 2016   | Singapura    | Singapura              | Hard Rock Colliseum                         | —                     | —          |
| 28 de janeiro de 2016   | Hong Kong    | China                  | AsiaWorld Arena                             | —                     | —          |
| 30 de janeiro de 2016   | Manila       | Filipinas              | Mall of Asia Arena                          | —                     | —          |
| 3 de fevereiro de 2016  | Tóquio       | Japão                  | Tokyo Forum                                 | —                     | —          |
| 12 de fevereiro de 2016 | Dubai        | Emirados Árabes Unidos | Dubai Media City Amphitheatre               | —                     | —          |
| Europa                  |              |                        |                                             |                       |            |
| 25 de março de 2016     | Birmingham   | Inglaterra             | Birmingham Genting Arena                    | —                     | —          |
| 26 de março de 2016     | Birmingham   | Inglaterra             | Birmingham Genting Arena                    | —                     | —          |
| 28 de março de 2016     | Dublin       | Irlanda                | 3Arena                                      | —                     | —          |
| 30 de março de 2016     | Belfast      | Irlanda do Norte       | Belfast Arena                               | —                     | —          |
| 1 de abril de 2016      | Londres      | Inglaterra             | O2 Arena                                    | 20.743 / 21.746       | $836.842   |
| 2 de abril de 2016      | Londres      | Inglaterra             | O2 Arena                                    | 20.743 / 21.746       | $836.842   |
| 5 de abril de 2016      | Nottingham   | Inglaterra             | Capital FM Arena                            | —                     | —          |
| 6 de abril de 2016      | Newcastle    | Inglaterra             | Metro Radio Arena                           | —                     | —          |
| 8 de abril de 2016      | Glasgow      | Escócia                | The SSE Hydro                               | 16,287 / 17,006       | $620,922   |
| 9 de abril de 2016      | Glasgow      | Escócia                | The SSE Hydro                               | 16,287 / 17,006       | $620,922   |
| 12 de abril de 2016     | Liverpool    | Inglaterra             | Echo Arena Liverpool                        | —                     | —          |
| 15 de abril de 2016     | Sheffield    | Inglaterra             | Motorpoint Arena Sheffield                  | —                     | —          |
| 16 de abril de 2016     | Manchester   | Inglaterra             | Manchester Arena                            | 11.539 / 11.883       | $425.066   |
| 20 de abril de 2016     | Bruxelas     | Bélgica                | Ancienne Belgique                           | —                     | —          |
| 22 de abril de 2016     | Paris        | França                 | Zénith de Paris                             | —                     | —          |
| 23 de abril de 2016     | Amsterdam    | Holanda                | Heineken Music Hall                         | —                     | —          |
| América do Sul          |              |                        |                                             |                       |            |
| 10 de maio de 2016      | Lima         | Peru                   | Parque de la Exposicion                     | —                     | —          |
| 12 de maio de 2016      | Santiago     | Chile                  | Caupolicán Theatre                          | —                     | —          |
| 14 de maio de 2016      | Buenos Aires | Argentina              | Luna Park                                   | —                     | —          |
| 17 de maio de 2016      | Montevidéu   | Uruguai                | Teatro De Verano                            | —                     | —          |
| 21 de maio de 2016      | São Paulo    | Brasil                 | Tom Brasil                                  | —                     | —          |
| Europa                  |              |                        |                                             |                       |            |
| 02 de junho de 2016     | Estocolmo    | Suécia                 | Klubben/Fryshuset                           | —                     | —          |
| 02 de julho de 2016     | King's Lynn  | Inglaterra             | Tuesday Market Place (Festival Too)         | —                     | —          |
| 03 de setembro de 2016  | Gibraltar    | Reino Unido            | Victoria Stadium (Gibraltar Music Festival) | —                     | —          |
| 04 de setembro de 2016  | Liverpool    | Inglaterra             | Otterspool Park (Fusion Festival)           | —                     | —          |
| 30 de setembro de 2016  | Cracóvia     | Polônia                | Circus Tent Piastowska                      | —                     | —          |
| 02 de novembro de 2016  | Barcelona    | Espanha                | Sala Barts                                  | —                     | —          |
| 04 de novembro de 2016  | Madrid       | Espanha                | La Sala                                     | —                     | —          |
| 05 de novembro de 2016  | Milão        | Itália                 | Fabrique                                    | —                     | —          |
| Ásia                    |              |                        |                                             |                       |            |
| 16 de novembro de 2016  | Mumbai       | Índia                  | MMRDA (Global Citizen Festival India)       | —                     | —          |
| Total                   | Total        | Total                  | Total                                       | 53.225 / 56.466 (94%) | $1.993.632 |